# Samuel Cunard

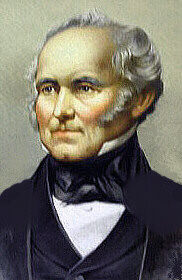
Sir Samuel Cunard

Sir Samuel Cunard, 1st Baronet (Halifax, Nova Scotia, 21 november 1787 – Kensington, 28 april 1865) was een Canadees-Brits scheepsmagnaat.

## Jonge jaren
Cunard was de zoon van een meestertimmerman en houthandelaar die op de vlucht voor Amerikaanse Revolutie zich vestigde in Halifax. Hij bleek een uitstekende handelaar te zijn en op zijn zeventiende leidde hij zijn eigen winkel. Later voegde hij zich bij zijn vader in de houthandel. Hij breidde het bedrijf uit en handelde later ook in kolen, ijzer, schepen en de walvisvaart.
Tijdens de Oorlog van 1812 klom Cunard, na zich vrijwillig aangemeld te hebben, op naar de rang van kapitein.

## Zaken
Cunard werd door zijn zakeninstinct een belangrijke ondernemer in Halifax en behoorde tot een groep van 12 mensen die het dagelijks leven in Nova Scotia domineerden. Een van zijn vroegere investeringen was in een stoombootdienst in de haven van Halifax en het stoomschip SS Royal William.
Cunard ging naar het Verenigd Koninkrijk waar hij een bedrijf opzette samen met enkele andere zakenlieden om de rechten te bemachtigen voor een trans-Atlantische postdienst. Het bedrijf had succes en verkreeg de rechten. Dit bedrijf werd later Cunard Steamships Limited.
In 1840 vertrok het eerste stoomschip van het bedrijf, de Britannia, uit Liverpool naar Halifax en verder naar Boston. Aan boord waren Cunard en 63 andere passagiers. Dit was het begin van een reguliere vrachtdienst over de oceaan. Het bedrijf had een zeer goede reputatie door veilig te varen en tegelijkertijd snel te zijn. Het bedrijf liet de concurrentie achter zich en bedreef een succesvolle passagiersdienst en nam in de loop der tijd veel andere soortgelijke bedrijven over. Een van de bedrijven die overgenomen werden is de White Star Line in 1934, eigenaar van de Titanic.
Cunard domineerde de passagiersdiensten met een aantal van de bekendste schepen ter wereld zoals de RMS Queen Mary en RMS Queen Elizabeth. De naam Cunard leeft voort in de Cunard Line, nu een prestigieus onderdeel van Carnival Cruise Lines.
Cunard bezat een aantal industrieën in Canada. Zijn steenkoolhandel, die hij kocht om zijn schepen van brandstof te voorzien is nog steeds een van de grootste brandstofleveranciers in Nova Scotia, al is dit bedrijf niet meer in handen van de familie Cunard of zijn nazaten. Naast steenkool handelde Cunard ook in hout, op een gegeven moment bezat hij een zevende deel van Prince Edward Island.

## Latere leeftijd
In 1859 werd Cunard benoemd tot baronet door Koningin Victoria.
Hij stierf op 77-jarige leeftijd en is begraven in Brompton Cemetery nabij Earls Court.